# 見上げた空におちていく
『見上げた空におちていく』（みあげたそらにおちていく）は、2007年3月23日にあっぷりけから発売された18禁恋愛アドベンチャーゲームである。英語の副題は「fragment of daily life - cry for as human being.」。あっぷりけのブランドデビュー作。2011年2月25日には、DMM.R18にてダウンロード販売が開始された。
2012年12月14日には、本作品・ブランド第2作『コンチェルトノート』・第3作『黄昏のシンセミア』の3作品のセットパッケージ『あっぷりけコレクション』、および3作品合同のファンディスク『黄昏の先にのぼる明日 -あっぷりけFanDisc-』が発売された。

## 概要

### 見上げた空におちていく
季節は3月中旬。田舎の研究学園都市を舞台に、主人公が謎の少女との出会いをきっかけに、父や兄を喪った火災事故や様々な事件の謎を解いていくアドベンチャーである。
ゲームシステムは基本的に選択肢でストーリーが分岐するアドベンチャーだが、ストーリーを進めながら「フラグメント」（FRAGMENT）と呼ばれるショートストーリーを入手して謎を解いていくシステムになっている。フラグメントは本筋とは別の時間軸や別視点のストーリーになっており、フラグメントの中でしか見られないCGや情報がある。また、一度バッドエンドを見ないと得られないフラグメントも存在する。このフラグメントシステムは、主人公視点以外の伏線やイベントを回収するために「シナリオ担当の我侭で」導入されたもので、シナリオライターにとっては時間軸や視点にとらわれずに済む便利なシステムだったという。

### 黄昏の先にのぼる明日 -あっぷりけFanDisc-
本作品関連では、本編のトゥルーエンドに続くアフターストーリー「Wish After」、ユキを含めた3作品のメインヒロインがラジオパーソナリティとしてユーザーの質問に答える「あっぷりけ放送局」、ヒロイン達がプレイヤーとして登場する「オンライン麻雀」などを収録。

## あらすじ
（出典：）
椋木悠斗は長浜研究学園都市に住む大学生。5年前の研究所の火災事故で父と兄を亡くしたが、心の傷も癒えて平和に暮らしていた。しかし、彼の住む地域で北関東地震が発生した1週間後、春休みのある日、死んだ父からのメッセージを携えた少女・ユキが突然椋木家へやってくる。世間知らずのユキに戸惑いながらも共に暮らし始めた悠斗だが、その後様々な事件が相次ぎ、その中で5年前の火災へつながる手がかりを得た悠斗は、隠された真実を探っていく。

## 登場人物
（出典：）

### 主人公
椋木 悠斗（むくのき ゆうと）
本作品の主人公。20歳の大学生。物語の5年前に起きた研究所の火災で父・和人（かずひと）と兄・彼方（かなた）を亡くし、現在は母親の優子と2人暮らし。食事作りなどは始終出入りする真央と3人でローテーションで行っている。何事にも慎重な性格だが、突然同居することになったユキの面倒を見るなど、お人好しで世話好きな面も。毎朝街をジョギングし、武道を習うなどして、それなりに体力がある。

### ヒロイン
ユキ
声：松永雪希（本編） / 民安ともえ（ファンディスク）
身長150cm 体重42kg B78/W50/H78
椋木家へ突然やってきた少女。悠斗の父・和人が「困ったら悠斗を頼れ」と封筒に書いた手紙を持っており、行く所が無いため椋木家へ居候することになる。口数が少なく、淡々として表情があまり動かず、話し方も相手を問わず敬語で話す。記憶力や計算力は高いが社会常識などをほとんど知らず、異性に対する恥じらいがまるで無い。小柄で細い体だがパワーがあり大食い。一見外国人のように見えるが、本人曰く出身国は日本である。
羽二生 真央（はにゅう まお）
声：みる
T162 BW49 B88/W59/H82
悠斗の十年来の幼馴染みで、椋木家の隣に住む。20歳の大学生。母親が離婚し、父親・誠二（せいじ）も和人と同じく5年前の事故で亡くなったため天涯孤独だが、その境遇にもかかわらずいつも明るい。悠斗とは兄妹のように一緒に育ってきて、椋木家・大学・バイト先「ベル・カッツェ」などで始終一緒にいるのが当たり前になっている。
清川 心音（きよかわ ここね）
声：芹園みや
T165 BW51 B83/W55/H79
悠斗が大学進学前に通っていた学校の後輩。旧市街の大きな屋敷に住むお嬢様で、見た目は清楚だが性格は気さくでノリが良く、時に強引マイペース。オカルトマニアで街の都市伝説の調査を趣味にしており、自分のホームページでコラムを書いている。

### サブヒロイン
アルファ
声：松永雪希（本編） / 民安ともえ（ファンディスク）
ユキの双子の姉のような存在。略称は「アル」。夜な夜な街を徘徊しており、ユキのことを「バケモノ」呼ばわりしたり、ナイフなどの物騒な武器を大量に持ち歩いたりと不審な言動が多い。見た目や服装こそそっくりだが、性格は一見すると冷淡。研究所での火災事故やユキの素性などについて何らかの事情を知っている節がある。
※本編ではサブキャラクターだが、ファンディスク収録のアフターストーリーでヒロインに昇格した。

### サブキャラクター
椋木 優子（むくのき ゆうこ）
声：桃井いちご
悠斗の母親。よく姉に間違われるほど若々しい外見で、おっとりした性格。以前は専業主婦だったが、夫である和人の死で収入が途絶え、さらに彼女が保険金や遺産に手を付けるのを拒んだため就職した。現在の仕事は学校の保険医（養護教諭）で、天涯孤独の真央の保護者役もしている。
式澤 一真（しきざわ かずま）
声：黒猫
街の何でも屋「式澤S&S（サーチ＆サービス）」の代表。お人好しで街の人々に慕われ、（いい意味でも悪い意味でも）よく利用されている。犯罪や社会の裏事情などに詳しく、悠斗にもいろいろなアドバイスを与える。
笹原 真菜美（ささはら まなみ）
声：伊藤瞳子
式澤S&Sで働く女性。26歳。いい所のお嬢様らしいが、以前の勤め先である都心の病院が倒産して路頭に迷い、式澤の元に転がり込むなど、不運ばかりを被っている。年齢や結婚に関わる話はタブー。腕が立つ女性で合気道の上段者でもあり、怪我の手当も得意としている。
加藤 鈴（かとう すず）
声：倉田まりや
悠斗と真央のバイト先である喫茶店「ベル・カッツェ」の店長。23歳。姉御肌で面倒見がいい。真菜美とは友人。
椋木 和人（むくのき かずひと）
声：伊藤涼
故人。悠斗の父。マイペースで息子の悠斗にも捉えづらい性格。5年前の研究所の火災で彼方と共に亡くなった。
椋木 彼方（むくのき かなた）
声：馬並硬太
故人。悠斗の兄。穏やかで誠実。5年前の研究所の火災で和人と共に亡くなった。
羽生 誠二（はにゅう せいじ）
故人。真央の父親で研究所の所長。彼方や和人の上司に当たる。痩せ型の男性。悠斗の前では怪我をした娘を少しも心配する素振りも見せない冷たい人物と思われていたが、真央によるといつも迷惑をかけてすまないと謝ったり、風邪をひいた時に全力で看病するなど娘想いな優しい父親だった。元々家を開けがちだったが、怪我をきっかけに真央が椋木家によく遊びに行くにつれてますます家に帰らなくなり、5年前の火災事故で和人や彼方と共に命を落とした。現在も真央は彼の事を慕っており、彼の部屋に強盗が入り、形見を盗まれた時には激昂していた。
速見 礼次（はやみ れいじ）
声：中澤アユム
心音の祖父・重彦が以前面倒を見ていた青年。自分のビジネスを広げるために「清川」の名前を悪用し、重彦から絶縁された。
神代 修一（かみしろ しゅういち）
故人。ナノ工学・バイオ工学分野で数々の業績を残した天才科学者。7年前に病死した。生前は長浜研究学園都市に居を構えていたとされており、市内外にその名前を知られている。

## 作品舞台・用語
（出典：）
長浜研究学園都市（ながはまけんきゅうがくえんとし）
物語の舞台。北関東の外れにある地方都市。別名長浜市。元々は桜丘という名前の田舎町だったが、研究所や学術機関が集まり、多様な人種の市民が住む。街は人工的に区画された新市街と昔からの旧市街が共存する。このうち新市街は東西南北を通るメインストリートで四角く区切られ、都心と一直線に結ぶ地下鉄の駅が中央区にあり、その周辺部が店舗が立ち並ぶ繁華街になっている。その一方で西大通りの向こう側に広がる西地区の旧市街は古い町並みや田畑が広がる、長閑な田舎町の光景が見られる。物語開始の一週間前に大きな地震「北関東地震」があり、多くの建物が被害に遭って、復旧していない所も多い。
2作目の『コンチェルトノート』の公式サイトの特設ページによればモデルはつくば市。
桜丘医療技術研究所（さくらおかいりょうぎじゅつけんきゅうじょ）
悠斗の父・和人や真央の父・誠二が勤めていた研究所。本編の悠斗の解説によれば病院としての側面も強く、かつては治療に訪れる患者たちに広く門戸が開かれていたものの、5年前の火災で廃墟となり、立ち入り禁止になっているが建物は取り壊されずに現存している。火災事故の前は大らかな施設で、地域住民が気軽に立ち寄れる憩いの場として入り口はカフェテラス兼食堂になっていたが、火災事故の際はその周辺が火元とされている。
中央公園
悠斗の自宅近くにある公園。名称とは異なり町の中心に位置してはいない。本編中の悠斗の解説によれば街を縦に横切る東大通りに併設した遊歩道があり、遊歩道を自転車で走れば一気に市内中心部へ到達できる。現在は、家を失った市民や住めなくなった市民のために仮設住宅が建てられている。モデルは洞峰公園。
ベル・カッツェ
市内の商店街にある鈴の自宅兼喫茶店。緑地の立て看板にベルを首に付けた猫と三日月の絵が描かれている。鈴が経営しており、主人公のアルバイト先でもある。
長浜商店街
市の中心部にあるアーケード商店街。家電量販店や書店などの個人商店が軒を連ねている。
北関東地震
本編の1週間前（本編中のラジオのニュースによれば3月10日）の未明に発生した地震。名前の通り北関東地方を震源とする地震。マグニチュードは不明。長浜研究学園都市では震度6（強か弱かは不明）の揺れを観測、古い家屋の倒壊・ガス漏れ・停電・火災・家具の転倒などの多くの被害が発生した。現在も完全な復興には至っておらず、公園には仮設住宅が建てられている。

## スタッフ
- キャラクターデザイン・原画：オダワラハコネ
- シナリオ：桐月
- 音楽：鷹石しのぶ
- ムービー：神月社（Mju:z）
- ディレクター・プロデューサー：司城

## 主題歌
オープニングテーマ「見上げた空におちていく」
作詞・作曲：片霧烈火 / 編曲：Morrigan / 歌：片霧烈火
挿入歌・エンディングテーマ「あなたに、いちばん、つたえたいこと。」
作詞・作曲：片霧烈火 / 編曲：Morrigan / 歌：片霧烈火
※予約特典のCD『見上げた空におちていく オリジナルサウンドトラック』に、両曲のフルバージョンが収録されている。